# Thierry Cerutti
Pour les articles homonymes, voir Cerutti.
 (août 2024).
Si vous disposez d'ouvrages ou d'articles de référence ou si vous connaissez des sites web de qualité traitant du thème abordé ici, merci de compléter l'article en donnant les références utiles à sa vérifiabilité et en les liant à la section « Notes et références ».
 (août 2024).
Thierry Cerutti, né en 1970 à Genève, est un homme politique suisse, membre du Mouvement citoyens genevois (MCG).

## Biographie

### Parcours politique de député
Gendarme de profession au sein de la gendarmerie genevoise, il est l'un des membres fondateurs du MCG, fondé le 6 juin 2005. 
Il est élu député au Grand Conseil du canton de Genève le 9 octobre 2005 puis réélu le 11 octobre 2009. Le 6 octobre 2013, il est à nouveau réélu député au Grand Conseil.
Durant la 56e législature, Thierry Cerutti siège dans les commissions parlementaires suivantes : aménagement, travaux et environnement (uniquement lors de l'élaboration du projet de loi sur les chiens), législative et affaires communales, régionales et internationales (dont il est président en 2008-2009). Il est également membre du bureau du Grand Conseil en 2005-2006. En 2005, il est par ailleurs élu membre de la commission de surveillance des métiers de la santé.[réf. nécessaire] Il assume la 1e vice-présidence du parlement en 2024-2025. 
Il a présidé diverses commissions telles que la Législative - Droits de l'Homme et Économie et celle des transports.[réf. nécessaire]

### Parcours politique à la commune de Vernier
Le 29 avril 2007, Thierry Cerutti est élu conseiller administratif de la ville de Vernier avec 184 voix d'avance sur le libéral Georges Zufferey. Cependant, l'élection est suspendue à la suite de trois plaintes déposées par Zufferey, l'association libérale de Vernier et une citoyenne de la commune ; Cerutti est inculpé le 19 septembre de fraude électorale, de captation de suffrages et d'infraction à la loi sur les élections et votations. Finalement, le 5 février 2008, le tribunal administratif invalide le scrutin,,, et condamne Cerutti et son parti à payer 3 000 francs d'émoluments, ainsi que 5 000 francs d'indemnité de procédure aux requérants, décision que le candidat n'accepte pas. Il dépose donc un appel auprès du Tribunal fédéral et met en place un « Conseil administratif populaire » et informel. Il est totalement blanchi et innocenté en 2008 par le procureur général Daniel Zappelli après une investigation judiciaire de 14 mois menée par le juge Daniel Dumartheray.
Le 28 septembre 2008, à l'occasion d'un nouveau scrutin, Thierry Cerutti remporte l'élection partielle, devançant le libéral Pierre Ronget et le socialiste Alain Charbonnier,. Après être entré en fonctions le 15 octobre, il prend en charge les services de la culture, du sport, de l'administration, des finances, de l'informatique, des bibliothèques et de l'état civil. Le 17 avril 2011, il échoue à être réélu, à la suite d'une alliance dite « contre nature » entre le PLR, le PS et les Verts et son mandat se termine le 31 mai suivant. Cependant, il est élu au conseil municipal, mandat qu'il gardera jusqu'en décembre 2016, date à laquelle il démissionne pour raisons personnelles, avant de retrouver son mandat en septembre 2019.

### Parcours professionnel dans la police
Thierry Cerutti a été membre du comité de l'Union du personnel du corps de police du canton de Genève entre 2005 et 2007, puis de 2009 à 2020, chargé notamment des dossiers concernant la fusion ou le rapprochement entre la gendarmerie genevoise et la police de sécurité internationale, ainsi que des transferts de charges et questions organisationnelles avec les agents de sécurité municipaux. Il est syndicaliste.  En 2016, une enquête administrative diligentée par le Conseil d'Etat met en cause le comportement de Thierry Cerutti sur plusieurs points : il lui est reproché d'avoir abusé de sa fonction afin de pouvoir visionner une vidéo montrant un conflit dans un tram, d'avoir attaqué sur son blog deux magistrats dans le cadre du procès Sperisen en 2014, d'avoir comparé le Parti socialiste de Vernier au parti nazi et d'avoir systématiquement mis en cause le fonctionnement du système judiciaire dans ses questions écrites de député au Grand Conseil en 2015 et 2016. Thierry Cerutti est rétrogradé en août 2016. Il recourt sans succès contre cette dégradation définitivement confirmée par le Tribunal fédéral en février 2019.

### Parcours entrepreneurial et associatif
Thierry Cerutti est président de la Fondation immobilière Vernier-Signal jusqu'à sa dégradation en 2016. Il a siégé aux conseils d'administration des Transports publics genevois (TPG), de la Fondation immobilière HBM Émile Dupont, ainsi qu'à la Caisse de prévoyance des TPG.
Il a présidé la commission des finances au sein de la Caisse de prévoyance et a fait partie des administrateurs qui ont géré le dossier dit En Chardon, futur centre de maintenance des TPG d'un montant de près de 200 millions.
Dans le cadre de ses activités d'administrateur au TPG, il s'est occupé de revisiter le règlement du personnel et le recrutement des hauts cadres composant la direction des TPG. Il a également été administrateur de la fondation immobilière FMCV en qualité d'élu de Vernier entre 2008 et 2011. Actuellement [Quand ?], il est administrateur de la fondation immobilière Kate & Bloch et siège à la commission immobilière et construction.

### Affaires judiciaires
En 2016, il est condamné pour calomnie pour avoir mis sur le même plan le Parti socialiste de Vernier au "Parti national-socialiste d'Adolf Hitler" et écope d'une peine de 90 jours-amendes avec sursis.
En 2021, on lui reproche une violation de secret de fonction en tant que gendarme pour laquelle il est condamné par le Tribunal de police de Genève. En effet, il avait transmis des informations sensibles sur des prostituées à un patron de salon de massages. Cette fois, la peine est de 60 jours-amendes.